# Castelo Abergeldie
O Castelo de Abergeldie é uma torre medieval de quatro andares nas paróquias de Crathie e Braemar, SW Aberdeenshire, na Escócia. Tem uma altura de 260 metros e fica na margem direita do rio Dee, a 8 quilómetros a oeste de Ballater e a cerca de 3 quilómetros a este do Castelo de Balmoral, uma das residências oficiais da família real britânica. Atrás do castelo fica a Creag nam Ban, uma colina de granito com cerca de 527 metros de altura, e, do outro lado do rio, à sua frente, fica a Colina Geallaig, com 743 metros de altura.
Encontra-se classificado na categoria "A" do "listed building" desde 24 de novembro de 1972. O castelo é a residência do barão de Abergeldie.

## História

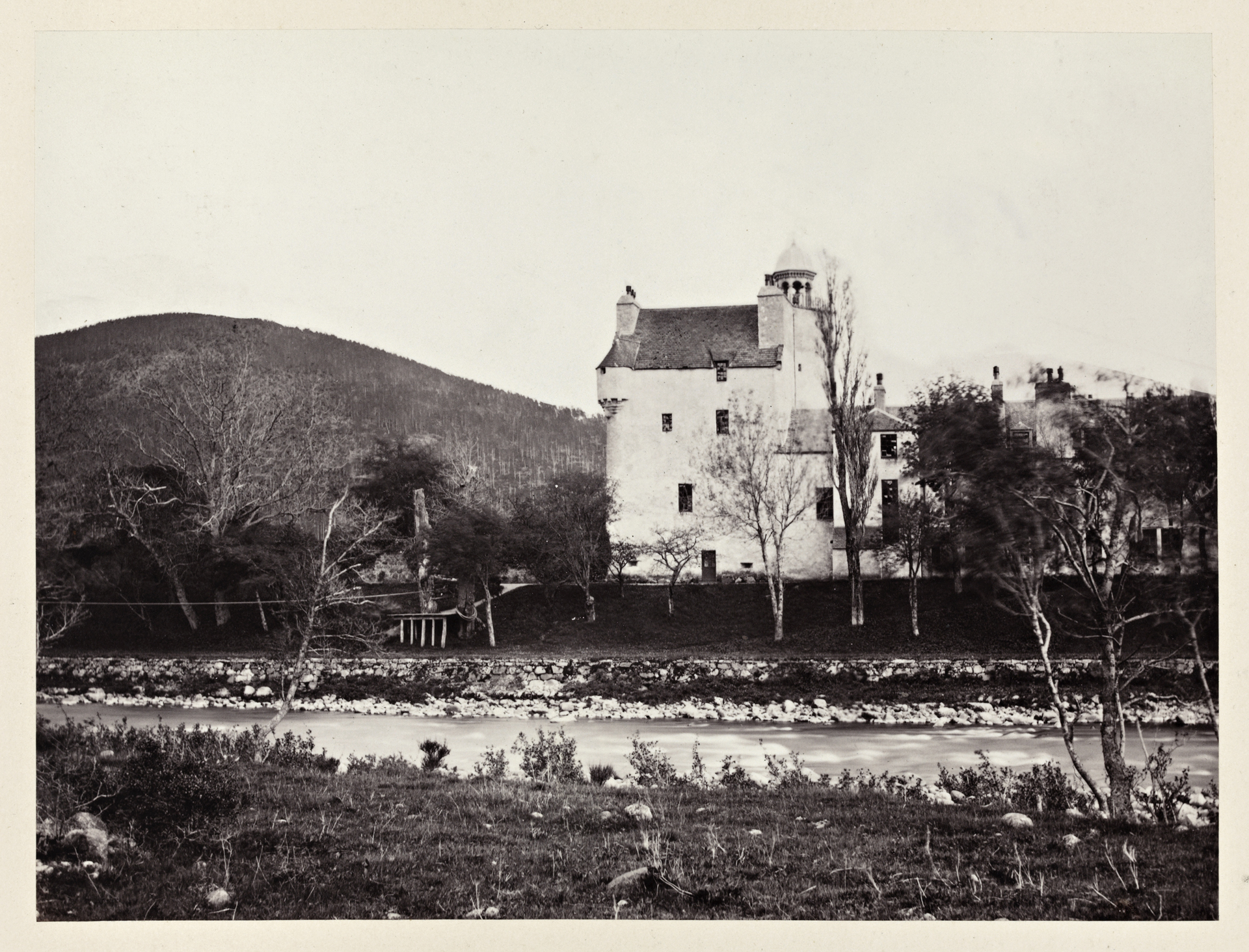
O Castelo de Abergeldie em 1869.

O castelo está na posse da família Gordon desde 1482, tendo sido construído possivelmente em 1550. A sua arquitetura de meados do século XVI e analogias com o Castelo Balfluig em Alford, que data de 1556, sugerem que terão sido desenhados pela mesma pessoa.
O seu nome tem origem na língua picta e significa "Confluente de Geldie."
No relvado do castelo é possível encontrar um monólito da Idade do Bronze, com cerca de 200 centímetros de altura, 75 de largura e 45 de espessura, que indica a antiguidade deste local, e o longo período de tempo em que já é ocupado pelo homem. Possui também um dos maiores recordes de propriedade da História, já que pertence à família Gordon há 600 anos. 
O mais provável é que tenha sido construído por volta de 1550 por Sir Alexander Gordon de Midmar, filho do primeiro conde de Huntly, em terrenos adquiridos pela família Gordon em 1482. O interior foi restaurado por um dos descendentes do construtor e encontra-se no seu estado original.
Durante a Primeira Revolta Jacobita de 1689-90, o castelo foi ocupado por forças jacobitas. No entanto, quando as forças jacobitas do general Buchan foram derrotadas por Sir Thomas Livingstone, em Cromdale, a 1 de Maio de 1690, o general Hugh Mackay de Scourie marchou com alguns membros da cavalaria e 1.400 soldados da infantaria holandesa de Williamite (provavelmente incluindo alguns membros do seu antigo regimento) para levantar o cerco.
O castelo voltou a ser utilizado na Revolta Jacobita de 1715, altura em que foi ocupado por tropas governamentais (pouco depois de ter sido renovado por Rachel Gordon, 10ª herdeira, e pelo marido, o capitão Charles Gordon, que também tinha construído o Castelo de Birkhall, próximo do local, e que mais tarde seria comprado pela família real), e novamente na curta revolta de 1719, quando foi ocupado por tropas espanholas durante um breve período de tempo.
Em 1848, o príncipe Alberto, consorte da rainha Vitória, comprou o arrendamento da propriedade de Abergeldie por um período de 40 anos, uma vez que o castelo ficava relativamente perto da nova residência que estava a construir na Escócia, o Castelo de Balmoral.
O príncipe Alberto também comprou Birkhall, com a sua propriedade de 6.500 hectares, na mesma altura, apesar de haver um rumor antigo que afirma que o senhor do castelo perdeu Birkhall num jogo de cartas.
Alberto emprestou a propriedade ao seu filho mais velho, Alberto Eduardo (conhecido entre a família e amigos como "Bertie), que mais tarde se tornaria príncipe de Gales e rei Eduardo VII do Reino Unido. No entanto, a rainha Vitória voltou a reclamar a sua posse em 1885, talvez como castigo pelo estilo de vida dissoluto que o seu filho levava. No entanto, depois de se casar com a princesa Alexandra da Dinamarca em 1863, Eduardo passava todos os anos férias no castelo, onde podia praticar as suas grandes paixões de caçar durante o dia e jogar às cartas durante a noite. Segundo uma entrada no diário de W. E. Gladstone, datada de 1871, certa noite, Eduardo convidou Gladestone, que estava alojado em Balmoral, para ir lá jantar. Gladstone ficou encantado com a personalidade do príncipe de Gales, mas não com a sua falta de moral quando jogava às cartas.
A Ordnance Gazetteer of Scotland refere que a duquesa de Kent passou vários outonos no castelo entre 1850 e 1861 e que a imperatriz Eugénia da França passou aqui o mês de Outubro após a morte do seu único filho, o príncipe imperial, em 1879. Também é referido que o príncipe de Gales (Eduardo VII) utilizava o castelo com frequência como residência de verão e local de caça.
Outros membros da família real que ficaram hospedados no Castelo de Abergeldie incluem as filhas de Eduardo VII, as princesas Luísa, Vitória e Maud de Gales.
Birkhall continua a pertencer à família real britânica. Carlos III, costuma passar alguns períodos de tempo no castelo na companhia da sua esposa, Camila.
Actualmente, o Castelo de Abergeldie Castle encontra-se ocupado pelo 21º senhor do castelo, John Seton Howard Gordon, barão de Abergeldie, que vive lá desde 1972.
Em Janeiro de 2016, o castelo ficou ameaçado pelas cheias do Rio Dee, que destruíram muitas das terras por detrás do edifício, o que o deixou num precipício acima do rio, obrigando o barão de  Abergeldie, de setenta-e-seis anos a fugir. Durante algum tempo, as autoridades não tinham a certeza se seria possível salvar o castelo se as inundações continuassem ao mesmo ritmo. Alguns dias depois, foram chamados engenheiros estruturais que confirmaram a segurança do edifício e levaram a cabo obras para impedir o seu colapso iminente.

## Fantasma
Diz-se que o castelo está assombrado com o espírito de uma criada francesa chamada Catherine (ou Kittie) Rankie (ou Frankie), também conhecida como French Kate (Kate Francesa). A mulher foi acusada de bruxaria e presa na cave do castelo antes de ser queimada na fogueira em Craig-na-Ban (um nome gaélico que significa "rocha das mulheres), acima do castelo. Desde essa altura que se diz que o fantasma de Kate aparece na cave e na torre do relógio.